# Landschap met nimfen en saters
Landschap met nimfen en saters is een schilderij uit de omgeving van de Noord-Nederlandse schilder Cornelis van Poelenburch in het Centraal Museum in Utrecht.

## Voorstelling
Het stelt een heuvelachtig landschap voor met daarin enkele rustende nimfen en saters. Eén van de nimfen is naakt afgebeeld en lijkt te zorgen voor twee spelende putti. Rechts wordt een nimf lastiggevallen door een sater. Op de voorgrond liggen op de grond enkele druiventrossen en een omgevallen aardewerken kan.
Nimfen en saters zijn in de Griekse mythologie natuurwezens. Ze zijn echter elkaars tegenpolen. Nimfen zijn serieus en hardwerkend. Ze kunnen als het moet gevaarlijk zijn voor iedereen die hen bedreigt. Ook worden nimfen vaak als maagd voorgesteld. Saters, aan de andere kant, leiden een liederlijk leven en vallen de nimfen regelmatig lastig. De twee putti zijn begeleiders van de liefdegod Eros. Voorstellingen als deze hebben dan ook een seksuele ondertoon, waarbij verwacht wordt dat de vrouw zich aanpast aan de verwachtingen van de man.

## Toeschrijving en datering
De maker van dit schilderij moet volgens kunsthistorica Liesbeth Helmus gezocht worden in de omgeving van Cornelis van Poelenburch, van wie een groot aantal van dit soort italianiserende landschappen met mythologische figuren bekend zijn. Als mogelijke schilder wordt ook genoemd Daniel Vertangen. Het wordt gedateerd rond 1640.

## Herkomst
Volgens een opschrift op de achterkant was het werk ooit in het bezit van de familie Pouyer-Quertier. Op 2 oktober 1940 werd het door kunsthandel St. Lucas in Den Haag verkocht aan kunsthandel J. Goudstikker in Amsterdam. Deze verkocht het op 11 november 1940 via Erich Gritzbach door aan Hermann Göring voor zijn kunstverzameling in het buitenverblijf Carinhall. Na de bevrijding werd het werk door de geallieerden als roofkunst teruggestuurd naar Nederland en overgedragen aan Stichting Nederlands Kunstbezit (een voorloper van de Rijksdienst voor het Cultureel Erfgoed). Deze gaf het in 1954 in bruikleen aan het Centraal Museum. Omdat het werk verworven werd door de firma Goudstikker na de onrechtmatige overname door Alois Miedl werd het na de oorlog niet teruggegeven aan de erven Goudstikker.